# Hospes (persoon)
Een hospes (mannelijk) of hospita (vrouwelijk) is iemand die een of meer kamers in zijn of haar eigen woonhuis tegen betaling van huur en kostgeld ter beschikking stelt aan een kostganger of commensaal. Jarenlang was dit voor veel studenten, maar ook voor veel werkende mensen, dé manier om in hun stad van studie of werk goedkope woonruimte te vinden. In België wordt een hospita ook wel een kotmadam genoemd. In Leuven worden de plaatselijke hospita's geëerd met het beeld De Kotmadam.
De kostgangers konden tegen een relatief geringe vergoeding bij de hospes 'in de kost', zoals dat heette. Het woord 'hospes' komt uit het Latijn en betekent 'gastheer'. Sinds de opkomst van het fenomeen studentenhuis komen hospessen en hospita's minder voor, maar uitgestorven zijn ze zeker niet.
Voor kamerverhuur in de eigen woning door particulieren gelden bijzondere regels, onder omstandigheden hoeft over de inkomsten geen belasting te worden betaald, dat heet de kamerverhuurvrijstelling. In plaatselijke Amsterdamse regelgeving wordt voor hospitaverhuur onder bepaalde voorwaarden een uitzondering gemaakt op de regels voor vergunningplichtige kamerverhuur.